# Schaufassade

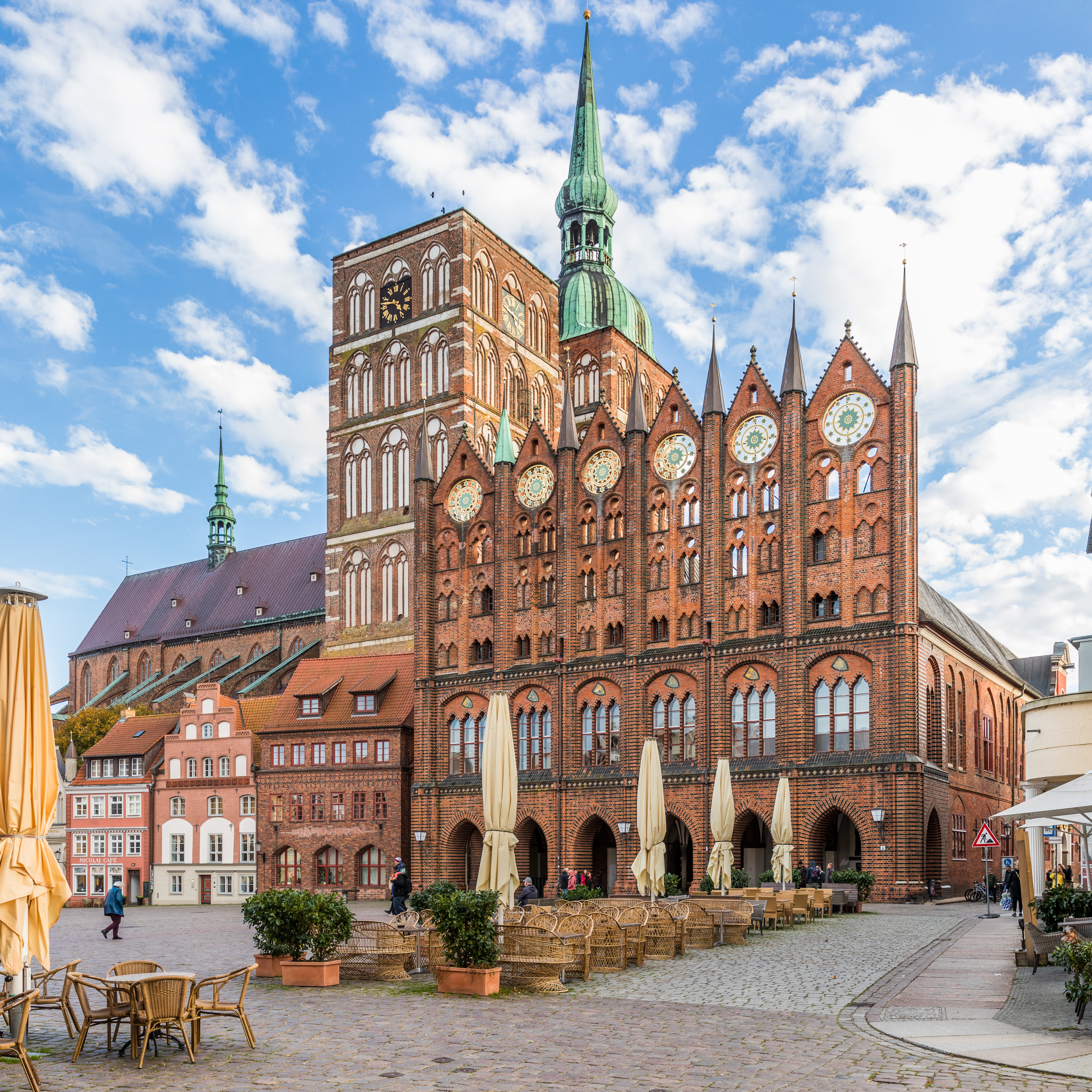
Rathaus Stralsund mit Schauwand, ab 1278

Als Schaufassade (auch Schauwand, Schauseite, Schauansicht) bezeichnet man die prächtige Fassade und Hauptansichtsseite eines repräsentativen Gebäudes.
Als Schaugiebel wird ein entsprechender prächtiger Giebel bezeichnet.
Traditionell wurden bei vielen Gebäuden die von der Straße aus sichtbaren Fassaden aufwändiger gestaltet als die anderen Seiten des Gebäudes und werden dann auch als Straßenfassade bezeichnet.
Blendfassaden werden vor die eigentliche tragende Fassadenwand gesetzt und erfüllen in vielen Fällen auch die Funktion einer Schaufassade.